# КАМАЗ-65225
КАМАЗ-65225 — седельный тягач, выпускаемый Камским автомобильным заводом (КАМАЗ) с 2004 года.
После рестайлинга 2010 года КамА3-65225 оснащают кабиной нового образца, лицензионной от Mercedes Axor, с четырёхточечной пневмоподвеской, оптимизированным аэродинамичным строением и более современным салоном.

## Технические характеристики
- Колесная формула — 6х6
- Весовые параметры и нагрузки, а/м
  - Снаряженная масса а/м, кг — 11150
  - Нагрузка на седельно-сцепное устройство, кг — 11000 (*22000)
  - Полная масса полуприцепа, кг — 26700 (*64000)
  - Полная масса автопоезда, кг — 38000 (*75300)

(Допускается конструкцией при движении по дорогам с осевой нагрузкой 100 кН (10 тс).)
- Двигатель
  - Модель — 740.63-400 (Евро-3)
  - Тип — дизельный с турбонаддувом, с промежуточным охлаждением наддувочного воздуха
  - Мощность кВт(л.с.) — 294 (400)
  - Расположение и число цилиндров — V-образное, 8
  - Рабочий объём, л — 11,76
- Коробка передач[1]
  - Модель — ZF 16S1820
  - Тип — механическая, шеснадцатиступенчатая

- - Опционально — автоматическая, шестиступенчатая Allison Transmission
- Ведущие мосты[2]
  - Двускатная ошинковка

| Ось      | Модель     | Нагрузка |
| -------- | ---------- | -------- |
| Передняя | Madara 650 | 7500 кг  |
| Средняя  | Madara 652 | 13000 кг |
| Задняя   | Madara 651 | 13000 кг |
- - Односкатная ошинковка

| Ось      | Модель     | Нагрузка |
| -------- | ---------- | -------- |
| Передняя | Madara 655 | 8000 кг  |
| Средняя  | Madara 656 | 11500 кг |
| Задняя   | Madara 657 | 11500 кг |
- Кабина
  - Тип — расположенная над двигателем, с высокой крышей
  - Исполнение — со спальным местом
- Колеса и шины
  - Тип колес — дисковые
  - Тип шин — пневматические, камерные
  - Размер шин — 12.00 R20 (320 R508)
- Общие характеристики
  - Максимальная скорость, км/ч — 80
  - Угол преодол. подъема, не менее, % — 18 (10)
  - Внешний габаритный радиус поворота, м — 11,5

## Изображения

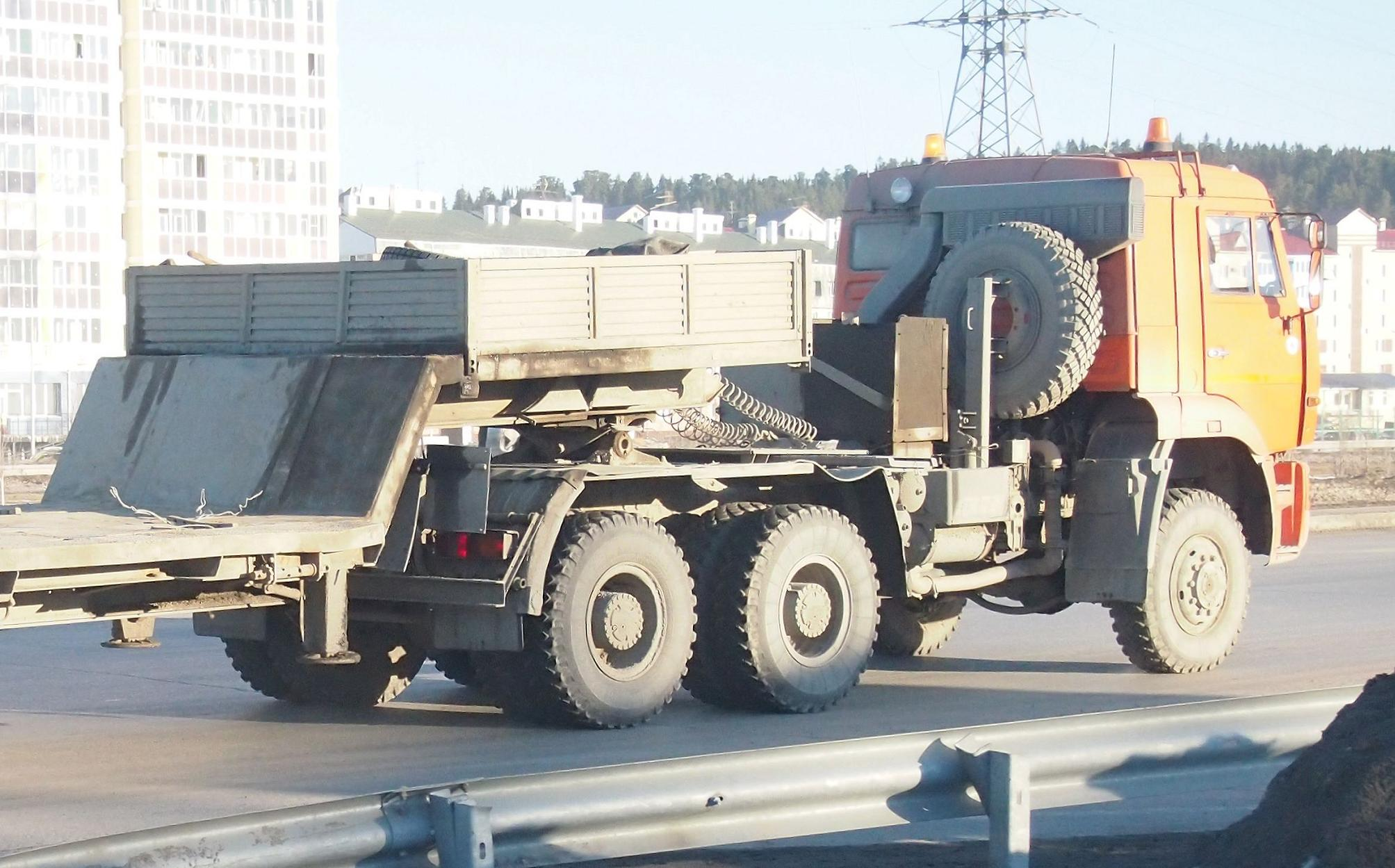
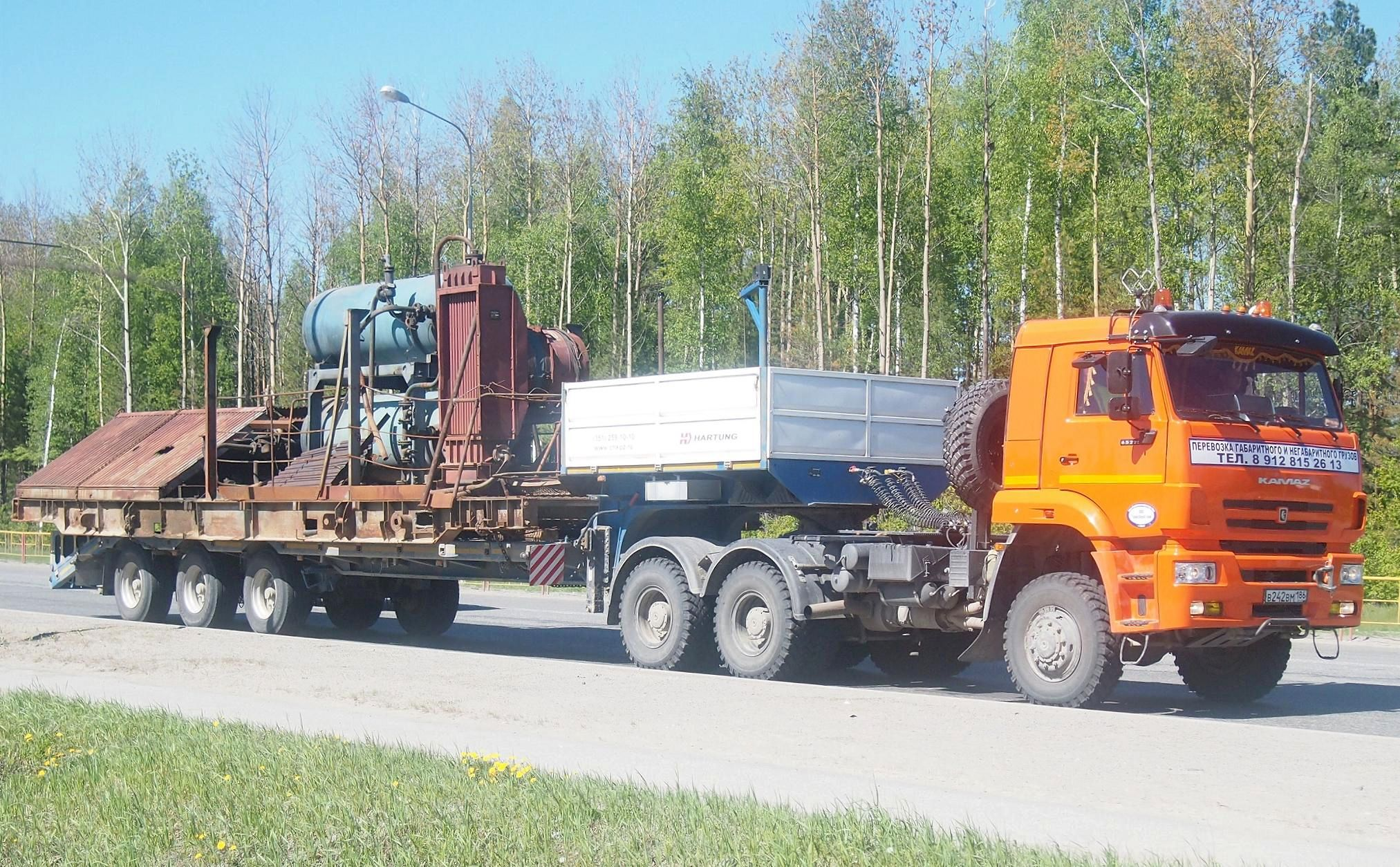
КАМАЗ-65225-43
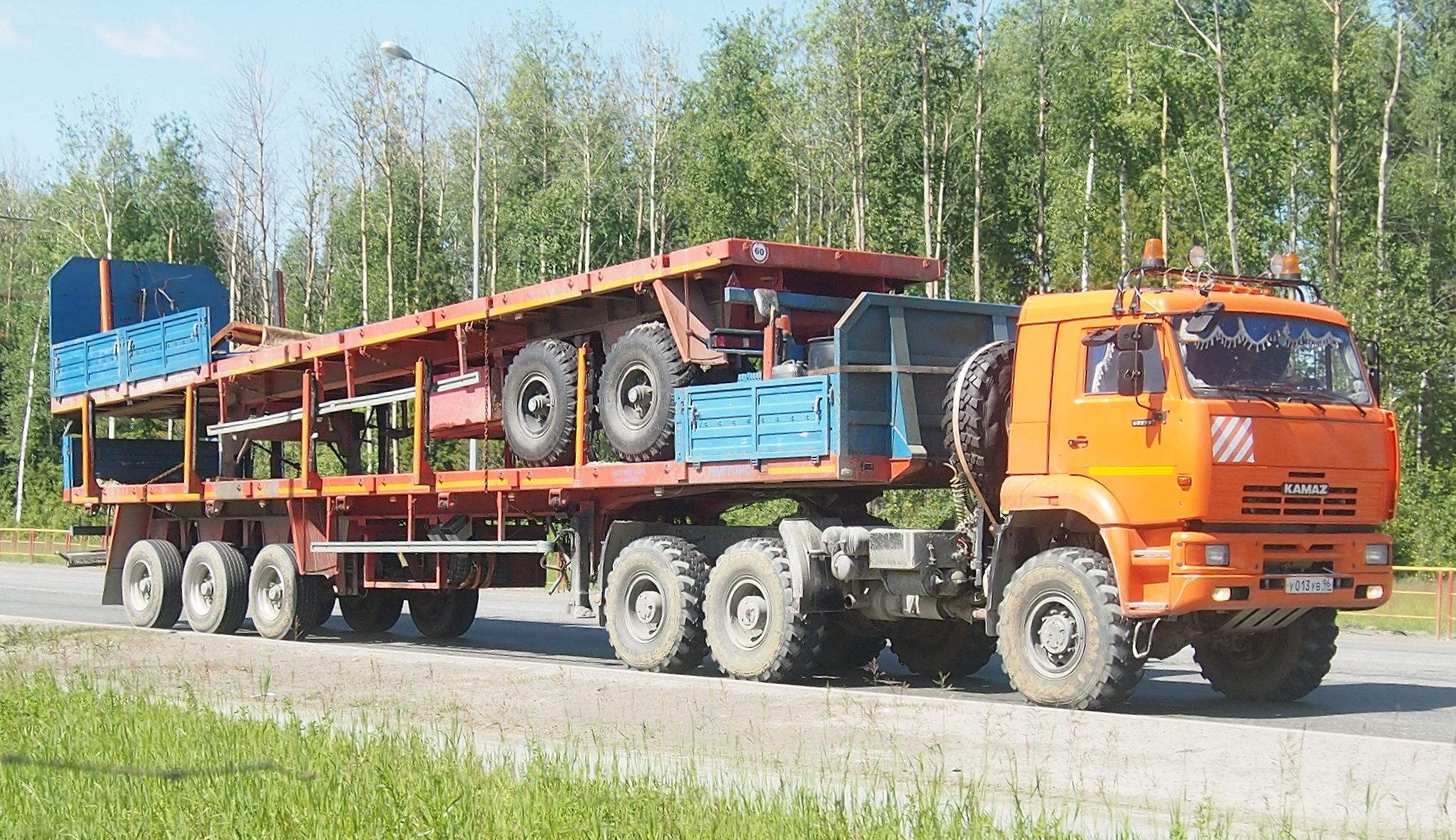
КАМАЗ-65225 с односкатными колесами
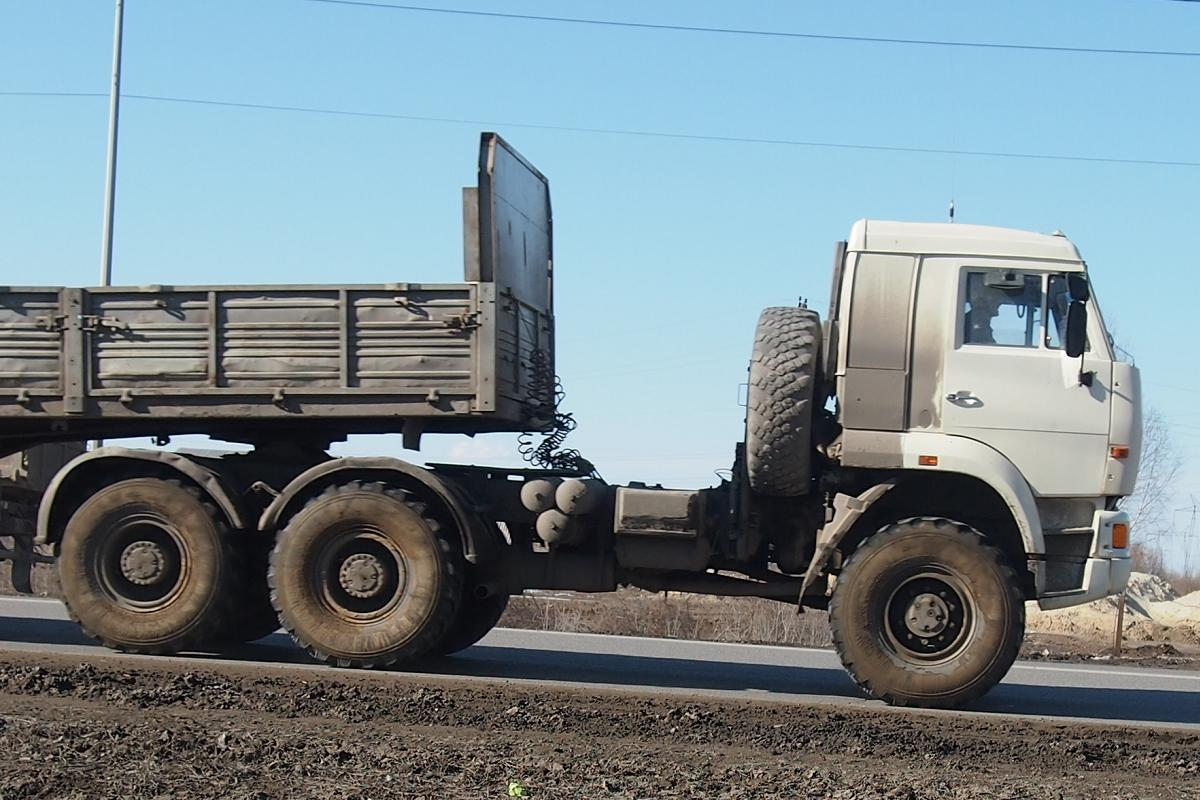
КАМАЗ-65225 с односкатными колесами
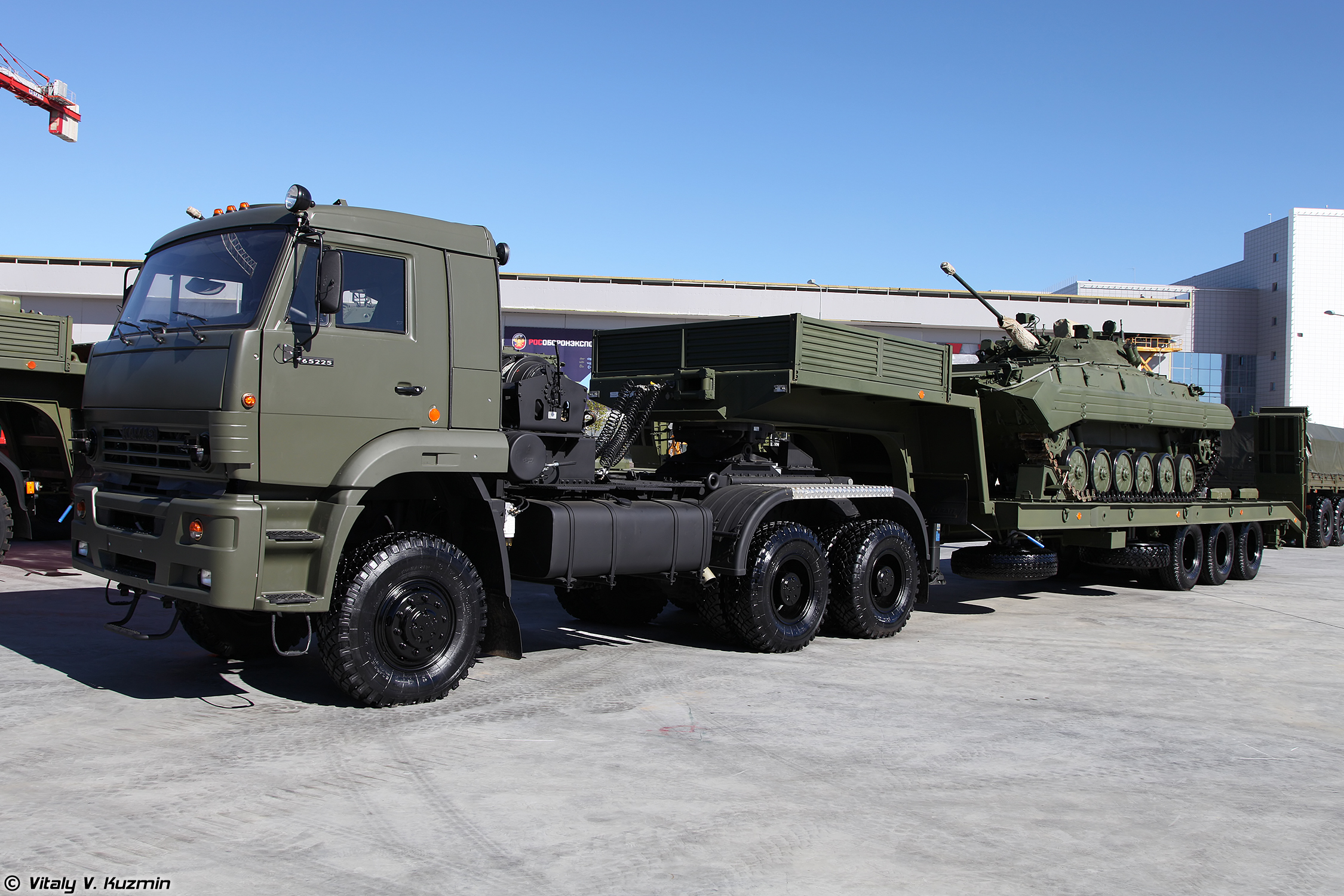